# Мариета Петрова
Мариета Петрова-Мърфи е българска куклена актриса и режисьор на дублажи.

## Биография
Родена е на 25 юли в град Бургас, Народна република България.
През 2000 г. завършва НАТФИЗ „Кръстю Сарафов“ със специалност „Актьорско майсторство за куклен театър“ в класа на Пламен Кьорленски.
Тя играе в Столичния куклен театър. Участва в постановките „История за чайка и банда котараци“, „Вампирова булка“, „Питър Пан“, „Приказка за попа и неговия слуга Глупан“, „Приказка за елфи“, „Любопитното слонче“, „Снежанка“, „Голямото кикотене“, „Маугли“, „Ние, врабчетата“, „Свят/О“, „Бурята“, „Някои могат, други – не!“, „Жокер“, „Малката кибритопродавачка“, „Американски мюзикъл“, „Карлсон“, „Игра на въображение“, „Страната на Оз“, „Непознатото дете“, „Хитър Петър“, „Котаракът в чизми“ и „Последното приключение на Барон Мюнхаузен“„Тигарчето Спас и малкото голямо слонче" „Слънцето и снежковците" 
Участва в комедийното предаване „Говорещи глави“, което се излъчваше по TV7.
През 2011 г. играе Спиридонова в комедийния сериал „Етажна собственост“, продуциран от Hidalgo Productions и излъчен по Нова телевизия.

## Кариера в дублажа
Занимава се активно с озвучаване на филми и сериали от 2009 г. От средата на 2010-те години е режисьор на дублажи в Александра Аудио.

## Филмография
- „Етажна собственост“ (2011) – Спиридонова, учителка по пиано

## Роли в озвучаването
| Актьор       | Филми/Сериали                                                              | Роля            |
| ------------ | -------------------------------------------------------------------------- | --------------- |
| Грей Делайл  | Къщата на Шумникови Шпионинът може да почака – Къщата на Шумникови: Филмът | Лили Шумникова  |
| Деми Ловато  | Съни на алеята на славата Кемп Рок 2: Последният концерт                   | Съни Мичи Торес |
| Джил Тали    | Къщата на Шумникови Шпионинът може да почака – Къщата на Шумникови: Филмът | Рита Шумникова  |
| Джули Андрюс | Аз, проклетникът Миньоните 2                                               | Марлена Гру     |

Анимационни сериали
- „Амфибия“ – Марси
- „Домът на Фостър за въображаеми приятели“ – Други гласове, 2009-2010
- „Евър Афтър Хай“ – Сидър Ууд
- „ЛолиРок“
- „Принцеса Бътърфлай в битка със силите на злото“
- „Рибки гупи“ – Гил

Анимационни филми
- „DC Лигата на супер-любимците“ – Мери Бери, 2022
- „Аз, проклетникът 2“ – Стюардеса, 2013
- „Барби и трите мускетарки“, 2009
- „Добрият динозавър“ – Рамзи, 2015
- „Замръзналото кралство 2“ – Други гласове, 2019
- „Играта на играчките: Пътешествието“ – Столчита Бърнет, 2019
- „Космически забивки: Нови легенди“ – Амазонка, 2021
- „Лоракс“, 2012
- „Лошите момчета“ – Жена в банка, 2022
- „Малката русалка“ – Други гласове, 2023
- „Принцесата и жабокът“ – Шарлот, 2009
- „Спайдър-Мен: През Спайди-вселената“ – Г-жа Уебър, 2023
- „Стихии“ – Жежка, 2023
- „Храбро сърце“ – Други гласове, 2012

Игрални сериали
- „Братя по карате“, 2011
- „Вълча кръв“, 2013–2015

Игрални филми
- „Аватар“ (дублаж на Александра Аудио) – Труди, 2022
- „Зайчето Питър 2: По широкия свят“ – Майката на Амелия, 2021
- „Котки и кучета: Отмъщението на Кити“ – Кити Галор, 2010
- „Мармадюк“ – Други гласове, 2010
- „Междузвездни войни: Епизод VIII - Последните джедаи“ – Други гласове, 2017
- „Приказка за Цар Салтан“, 2014
- „Том и Джери“ – Други гласове, 2021

### Режисьор на дублажи
Сериали
- „Айла и огледалата“
- „Амфибия“
- „Геймърки“
- „Героичната шесторка“
- „Групата на Алекс“
- „Имението Евърмур“
- „Костенурките нинджа“
- „Къщата на Шумникови“
- „Мега-чудесата на Калинката и Черния котарак“
- „Новите шантави рисунки“
- „Пени от М.А.Р.С.“
- „Призракът и Моли МакГий“
- „Приключенията на Рапунцел и разбойника“
- „Ужасвил“
- „Шантави рисунки-мисунки“

Филми
- 2018 – „Малки титани: В готовност! Филмът“
- 2019 – „Сами вкъщи 2“
- 2019 – „Кучешки живот 2“
- 2020 – „Тролчета: Турнето“
- 2021 – „Рая и последният дракон“
- 2021 – „Енканто“
- 2021 – „Грохот на ринга“
- 2022 – „Чуден свят“
- 2023 – „Супер Марио Bros.: Филмът“
- 2023 – „Привидения в къщата“
- 2023 – „Тролчета: Бандата се събира“
- 2023 – „Желание“
- 2024 – „Измислени приятели“
- 2024 – „Гарфилд: Филмът“
- 2024 – „Злосторница“